# Cupa României 1960-1961
La Cupa României 1960-1961 è stata la 23ª edizione della coppa nazionale disputata tra il 18 aprile e il 12 novembre 1961 e conclusa con la vittoria per la prima volta dell'Arieșul Turda, che tuttavia non fece in tempo a giocare nella già partita Coppa delle Coppe.

## Sedicesimi di finale
Gli incontri si sono disputati tra il 18 aprile e il 25 giugno 1961. Gli incontri Penicilina Iași - Laminorul Roman (terminato 1-1 dopo i tempi supplementari) e Corvinul Hunedoara - Arieșul Turda (terminato 1-1 dopo i tempi supplementari) sono stati ripetuti. La Dinamo Bacău ha vinto 3-0 a tavolino per forfait dell'avversario.
| Squadra 1                 | Risultato | Squadra 2           |
| ------------------------- | --------- | ------------------- |
| CSMS Iași                 | 8 - 2     | Rulmentul Bârlad    |
| UTA Arad                  | 4 - 1     | CS Oradea           |
| CSM Reșița                | 2 - 1     | Minerul Lupeni      |
| ȘNM Constanța             | 2 - 1     | Farul Constanța     |
| Penicilina Iași           | 1 - 0     | Laminorul Roman     |
| CCA București             | 4 - 2     | CFR Electro Craiova |
| Petrolul Ploiești         | 3 - 1     | Prahova Ploiești    |
| Voința București          | 3 - 1     | Rapid Mizil         |
| Progresul București       | 4 - 0     | Dunărea Giurgiu     |
| CFR Timișoara             | 0 - 3     | Știința Timișoara   |
| Industria sârmei C.Turzii | 3 - 1     | Știința Cluj        |
| Rapid Bucarest            | 3 - 1     | Metalul București   |
| Steagul Roșu Brașov       | 6 - 1     | Mureșul Tîrgu Mureș |
| Arieșul Turda             | 2 - 0     | Corvinul Hunedoara  |
| CSM Sibiu                 | 1 - 0     | Dinamo Bucarest     |
| Dinamo Bacău              | 3 - 0     | Unio Satu-Mare      |

## Ottavi di finale
Gli incontri si sono disputati tra il 9 aprile e il 13 maggio 19.
| Squadra 1           | Risultato | Squadra 2                 |
| ------------------- | --------- | ------------------------- |
| CCA București       | 5 - 2     | CSM Reșița                |
| UTA Arad            | 3 - 1     | CSMS Iași                 |
| Voința București    | 1 - 0     | ȘNM Constanța             |
| Steagul Roșu Brașov | 3 - 2     | Industria sârmei C.Turzii |
| Arieșul Turda       | 7 - 1     | Penicilina Iași           |
| Știința Timișoara   | 5 - 2     | CSM Sibiu                 |
| Progresul București | 5 - 1     | Dinamo Bacău              |
| Rapid Bucarest      | 3 - 1     | Petrolul Ploiești         |

## Quarti di finale
Gli incontri si sono disputati tra il 12 e il 18 ottobre 1961.
| Squadra 1      | Risultato | Squadra 2           |
| -------------- | --------- | ------------------- |
| UTA Arad       | 3 - 2     | Voința București    |
| Arieșul Turda  | 2 - 1 dts | Știința Timișoara   |
| CCA București  | 3 - 0     | Progresul București |
| Rapid Bucarest | 5 - 1     | Steagul Roșu Brașov |

## Semifinali
Gli incontri si sono disputati il 22 ottobre 1961.
| Squadra 1      | Risultato | Squadra 2     |
| -------------- | --------- | ------------- |
| Rapid Bucarest | 2 - 0     | CCA București |
| Arieșul Turda  | 3 - 0     | UTA Arad      |

## Finale
La finale venne disputata 12 novembre 1961 a Bucarest.
| Arbitro: | Nicolae Mihăilescu (Bucarest) |

|                          |           |                       |
| Gheorghe Băluțiu 50’ 51’ | Marcatori | 24’ Nicolae Georgescu |